# Ngũ sơn văn học
Ngũ sơn văn học (zh. 五山文學, ja. gozan bungaku) là tên gọi chung của những tác phẩm của các vị Thiền sư Nhật Bản thuộc hệ thống Ngũ sơn tại Kinh Đô (kyōto) trong thời Túc Lợi (ashikaga hoặc muromachi, 1338-1573). Thiền sư Trung Quốc Nhất Sơn Nhất Ninh - đến Nhật năm 1299 - và môn đệ người Nhật của sư là Tuyết Thôn Hữu Mai (zh. 雪村有梅, ja. sesson yūbai) được xem là Khai tổ của phong trào văn học này.
Các tác giả nổi danh nhất của Ngũ sơn văn học là:
- Mộng Song Sơ Thạch (zh. 夢窗疏石, ja. musō soseki), không những là một Thiền sư trứ danh mà còn là một nghệ sĩ xuất chúng;
- Hổ Quan Sư Luyện (zh. 虎關師鍊, ja. kokan shiren, 1278-1346), một môn đệ khác của Nhất Sơn Nhất Ninh;
- Nghĩa Đường Châu Tín (zh. 義堂周信, ja. gidō shūshin, 1325-1388) và Tuyệt Hải Trung Tân (zh. 絕海中津, ja. zekkai chūshin, 1336-1405), cả hai đều là môn đệ của Mộng Song Sơ Thạch.

Các tác giả nêu trên chuyên nghiên cứu và phổ biến cách làm thơ (thi pháp) và triết lý của Tân nho giáo. Vì vậy, trong thời gian này, văn hoá, nghệ thuật và khoa học của Trung Quốc được truyền sang Nhật rất mạnh. Nhiều vị còn nổi danh trong các lĩnh vực nghệ thuật như Thư đạo (ja. shōdō),...
Qua những bài văn rõ ràng mạch lạc của mình - tất cả đều được viết bằng tiếng Nhật - Thiền sư Mộng Song Sơ Thạch đã góp công rất nhiều trong việc phổ biến Thiền học tại Nhật.